# طالع الأبراج
في التنجيم: طَالِع الأبراج أو الطَالِع الفلكي أو توقعات الأبراج (بالإنجليزية: Horoscope)‏ عبارة عن مخططات أو رسومات تمثل مواقع الكواكب والأجسام الفلكية الأخرى إضافة للزوايا الحساسة عند زمن كل حدث، خصوصا عند ساعة ولادة الطفل. الكلمة الإغريقية تعني «نظرة إلى الساعة» [horoskopos، جمعها. horoskopoi، أو «علامة (ات) الساعة»]. هذه الطريقة هي إحدى طرق التنبؤ حول الأحداث القادمة استنادا إلى الحسابات الفلكية.

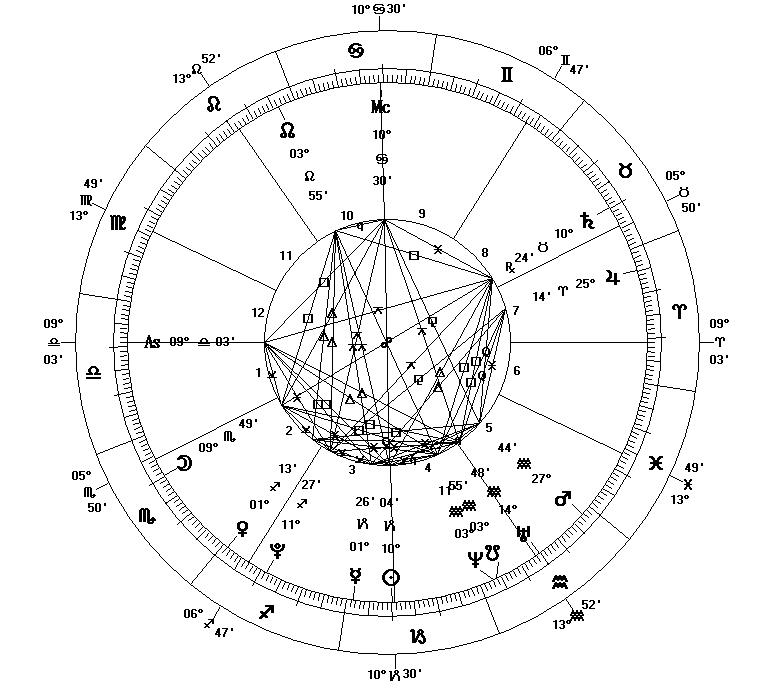
A مخططات الأبراج (or مخططات الأبراج) - مشكلة عام 2000 Chart -- This particular chart is calculated for 1 يناير، 2000 at 12:01:00 A.M. منطقة زمنية شرقية in نيويورك، نيويورك، الولايات المتحدة. (Longitude: 074W00'23" - Latitude: 40N42'51")